# 百合が原
百合が原（ゆりがはら）は札幌市北区の地名。学園都市線の東側に広がる地域で、百合が原公園に隣接する。
もとは篠路町太平の一部だったが、1998年（平成10年）に町名変更された。

## 施設
- JR北海道 百合が原駅
- 札幌市立百合が原小学校